# Adiós, muñeca (novela)
Adiós, muñeca es una novela de Raymond Chandler publicada en 1940, la segunda que escribió protagonizada por el detective privado de Los Ángeles Philip Marlowe. Fue adaptada para la pantalla tres veces y también para el teatro y la radio.

## Trama
El detective privado Philip Marlowe está investigando un caso sin salida de una persona desaparecida cuando ve a un delincuente, Moose Malloy, irrumpiendo en un club nocturno llamado Florian's, buscando a su exnovia Velma Valento. El club ha cambiado de dueño, por lo que ahora nadie la conoce. Malloy termina matando al dueño negro del club y escapando. El caso de asesinato está asignado al teniente Nulty, un detective de la policía de Bay City que no tiene ningún interés en el asesinato de un hombre negro. Marlowe aconseja a Nulty que busque a la novia de Malloy, pero Nulty prefiere dejar que Marlowe haga el trabajo rutinario y confiar en encontrar a Malloy basándose en su enorme tamaño y su ropa llamativa. Marlowe decide hacer un seguimiento y buscar a la muchacha.
Localiza a la señora Jessie Florian, la viuda del antiguo propietario del club nocturno, y consigue que se ponga más comunicativa sirviéndole bourbon. Florian recuerda a la novia de Malloy y le dice a Marlowe que está muerta. Consigue hacerse con una fotografía firmada "Siempre tuya, Velma Valento" y se la lleva. Antes de proseguir con la investigación, Marlowe recibe una llamada de un hombre llamado Lindsay Marriott, quien afirma que su amigo ha sido robado y solicita la presencia de Marlowe para entregar el pago del rescate por las joyas robadas. Más tarde esa noche, en un cañón desierto, Marlowe espera en la oscuridad para ejecutar la tarea y recibe un golpe en la cabeza por detrás. Cuando despierta, Marriott está muerto. Una transeúnte, Anne Riordan, lo encuentra y lo lleva a casa.
El teniente Randall, el astuto pero honesto policía de Los Ángeles que investiga el asesinato de Marriott, se muestra escéptico sobre la historia. En la oficina de Marlowe, Anne explica que ella es de Bay City, la hija de un policía interesada en el crimen local. Su padre fue destituido por los policías corruptos que dirigían la policía de Bay City. Ella le dice a Marlowe que se enteró por Randall de que el collar robado pertenece a la señora Lewin Lockridge Grayle, la joven esposa de un residente rico e influyente de Bay City. La señora Grayle es una rubia deslumbrante a quien Grayle conoció cuando cantaba para la estación de radio de su propiedad. Se casó con él en Europa con un nombre falso, para mantener en secreto sus antecedentes. Anne se ofrece a contratar a Marlowe para encontrar el collar.
Marlowe examina algunos cigarrillos de marihuana que encontró en el cuerpo de Marriott y descubre la tarjeta de un psíquico, Jules Amthor. Concierta una cita para verlo. Siguiendo una corazonada, investiga la casa de la señora Florian y descubre que Marriott tenía una escritura de fideicomiso sobre ella, lo que significa que podía embargarla a voluntad. Siguiendo con la señora Florian, ella revela que una vez fue sirvienta de la familia de Marriott, y Marlowe sospecha que de alguna manera lo estaba chantajeando. Marlowe visita a la señora Grayle, quien lo encuentra atractivo y lo contrata, lo que puede utilizar como excusa para seguir investigando los dos asesinatos. Fijan una cita para volver a encontrarse en el club de un matón local, Laird Brunette, cerca del lugar donde mataron a Marriott.
En la oficina de Amthor, Marlowe lo investiga por su conexión con Marriott y las drogas. Amthor llama a un par de detectives de Bay City fuera de su jurisdicción para arrestar a Marlowe, alegando que Marlowe intentó chantajearlo, pero en lugar de llevarlo a la cárcel, lo dejan inconsciente y lo encierran en un hospital privado dirigido por el Dr. Sonderborg. un traficante de drogas que lo mantiene dócil con inyecciones de drogas. Marlowe escapa, pero al salir ve a Malloy en otra habitación. Habla del caso con Randall, quien está molesto por su persistencia en investigar el caso. Sospechan que Marriott está chantajeando a mujeres ricas, en alianza con Amthor, y regresan a casa de la señora Florian, sólo para encontrarla asesinada, aparentemente sacudida hasta la muerte por Malloy.
Debido a la participación de los policías de Bay City a quienes llamó Amthor, Marlowe visita al corrupto jefe de policía de Bay City, John Wax, quien lo ignora hasta que Marlowe menciona que ha sido contratado por la Sra. Grayle. Luego le dicen a Marlowe que Malloy puede estar escondido en un barco de juego anclado más allá del límite de tres millas y dirigido por Morena, quien también controla el corrupto gobierno de la ciudad de Bay City. Marlowe se cuela a bordo con la ayuda de Red Norgaard, otro policía honesto despedido por Bay City, y a pesar de ser atrapado por Morena, lo convence para que le pase un mensaje a través de su red criminal a Malloy.
Marlowe llama a la señora Grayle, aparentemente para que lo recoja en su apartamento para su cita. En respuesta al mensaje de Marlowe, Malloy aparece primero y se esconde cuando llega la señora Grayle. Marlowe la confronta: ella es Velma y había usado a Marriott para mantener a raya a la señora Florian después de que reconoció la voz de Velma en la estación de radio de Grayle. Marriott había trabajado como locutor en la misma emisora. La señora Grayle convenció a Marriott para que preparara una trampa para matar a Marlowe en el cañón, pero en realidad lo hizo para matar a Marriott porque lo veía como un "eslabón débil" que revelaría su pasado secreto. También le había informado a Malloy sobre el robo que lo envió a prisión. Cuando Malloy escucha esto, sale para enfrentarse a Velma, quien le dispara fatalmente y huye.
Amthor, Sonderborg y los policías corruptos quedan expuestos, Red recupera su trabajo. Velma huye, pero cuando finalmente la localizan en Baltimore, mata al detective que la reconoce y se suicida cuando la acorralan.

## Personajes
- Philip Marlowe
- Teniente Nulty
- Teniente Carl Randall
- Alce Malloy
- Sra. Jessie Florian
- Lindsay Marriot
- Jules Amthor
- Dr. Sonderborg
- Sr. Lewin Lockridge Grayle
- Sra. Lewin Lockridge Grayle, también conocida como Velma Valento
- Laird Brunette
- Anne Riordan
- John Wax

## Trasfondo
Chandler trabajó en el libro de junio a diciembre de 1939, antes de destruir todo el texto mecanografiado y empezar de nuevo. Completó la novela en la primavera de 1940. 
Adiós, muñeca, como muchas de las novelas de Chandler, fue escrita mediante lo que él llamó "canibalizando" cuentos anteriores  y alterándolos para que encajen como una novela.  Esta práctica a veces se conoce como reparación. En este caso los tres cuentos fueron Try the Girl, Mandarin's Jade, y The Man Who Liked Dogs ("Prueba la chica", "El jade del mandarín" y "El hombre al que le gustaban los perros"). 
Try the Girl proporcionó la historia inicial sobre un matón que busca a su antigua novia que ha pasado a una vida más respetable. Mandarin's Jade fue la base de las secciones intermedias sobre un robo de joyas que puede haber ocurrido o no, el asesinato de un chantajista y un psíquico corrupto que trabaja con una red criminal. The Man Who Liked Dogs proporcionó la parte final, donde el detective busca a un criminal y su búsqueda finalmente lo lleva a un barco de juego anclado en la costa de Santa Mónica, fuera del alcance de la ley local. 
En todas las historias iniciales, los criminales y los motivos quedan claramente explicados al final. Sin embargo, a medida que Chandler adaptó e integró las historias, que originalmente se escribieron de forma completamente independiente, se preocupó más por el estilo de escritura y los personajes que por asegurarse de que cada punto de la trama encajara con coherencia y lucidez. Como dijo de su trabajo, "toda mi carrera se basa en la idea de que la fórmula no importa, lo que cuenta es lo que haces con la fórmula; es decir, es una cuestión de estilo".  Chandler utilizó este estilo de escritura para desarrollar sus temas de corrupción, decadencia social, cinismo y fatalismo. 
Chandler utilizó lugares reconocibles en Los Ángeles como escenarios, pero creó la ciudad ficticia de Bay City como sustituto de Santa Mónica, conocida por su corrupción generalizada en el gobierno de la ciudad durante la Gran Depresión. El título de la novela es aparentemente una referencia a una canción de la revista musical de 1935 At Home Abroad. 

## Adaptaciones cinematográficas
Adiós, muñeca fue la primera novela de Philip Marlowe que se filmó. En 1942, The Falcon Takes Over (El Halcón inicia el vuelo), una película de 65 minutos que fue la tercera de la serie Falcon sobre el caballero detective de Michael Arlen, Gay Lawrence (interpretado por George Sanders ), utilizó la trama de Farewell, My Lovely.  En 1944, Dick Powell interpretó el papel del detective duro, esta vez llamado Philip Marlowe, en un clásico del cine negro, titulado alternativamente Murder, My Sweet (en los Estados Unidos) y Farewell, My Lovely (en el Reino Unido),  dos años antes de que los cinéfilos vieran a Humphrey Bogart como Philip Marlowe en El gran sueño (1946). En 1975, Robert Mitchum protagonizó una nueva versión de Adiós, muñeca. Mitchum volvió al papel de Marlowe tres años después en la película de 1978 The Big Sleep, lo que lo convirtió en el único actor que interpretó al personaje más de una vez en un largometraje.  Aunque técnicamente no es una adaptación, el episodio "Harlem Nocturne" de la serie de televisión The New Mike Hammer (transmitido el 26 de noviembre de 1986 por CBS) tomó prestados importantes detalles de la trama de la historia de la novela sobre la búsqueda por parte de un enorme ex convicto de su exnovia y socio criminal, incluida la pelea en el bar y alguien que deliberadamente identificó incorrectamente una foto y luego fue asesinado. 
|                  | The Falcon Takes Over                 | Murder, My Sweet | Farewell, My Lovely                  |
| ---------------- | ------------------------------------- | ---------------- | ------------------------------------ |
| Estreno          | 1942                                  | 1944             | 1975                                 |
| Director         | Irving Reis                           | Edward Dmytryk   | Dick Richards                        |
| Guionista        | Lynn Root y Frank Fenton              | John Paxton      | David Zelag Goodman                  |
| Localización     | New York                              | Los Ángeles      | 1941 Los Ángeles                     |
| Philip Marlowe   | George Sanders (como "Gay Lawrence")  | Dick Powell      | Robert Mitchum                       |
| Helen Grayle     | Helen Gilbert (como "Diana Kenyon")   | Claire Trevor    | Charlotte Rampling                   |
| Anne Riordan     | Lynn Bari                             | Anne Shirley     | —                                    |
| Moose Malloy     | Ward Bond                             | Mike Mazurki     | Jack O'Halloran                      |
| Jules Amthor     | Turhan Bey                            | Otto Kruger      | Kate Murtagh (como "Frances Amthor") |
| Jessie Florian   | Anne Revere                           | Esther Howard    | Sylvia Miles                         |
| Mr. Grayle       | —                                     | Miles Mander     | Jim Thompson                         |
| Lindsay Marriott | Hans Conried                          | Douglas Walton   | John O'Leary                         |
| Laird Brunette   | Selmer Jackson (como "Laird Burnett") | —                | Anthony Zerbe                        |

## Adaptaciones de radio
La novela fue adaptada en BBC Radio 4 por Bill Morrison, dirigida por John Tydeman y transmitida el 22 de septiembre de 1988, protagonizada por Ed Bishop como Marlowe.  BBC Radio 4, como parte de su serie Classic Chandler, también emitió el 19 de febrero de 2011 una adaptación dramática de Robin Brooks, con Toby Stephens como el detective duro.  Fue adaptado de forma condensada bajo el título de Murder My Sweet en Hollywood Star Time, transmitido el 8 de junio de 1946, protagonizado por Dick Powell. 

## Legado
En la primera toma después de los títulos iniciales de Get Carter, se ve al personaje interpretado por Michael Caine leyendo una copia de bolsillo del libro.
En el primer episodio de la serie de televisión Bored to Death, el personaje Jonathan Ames, interpretado por Jason Schwartzman, se inspira para convertirse en detective privado después de leer el libro. 

## Distinciones
- Adiós, muñeca está en 7.º lugar en el ranking de las cien mejores novelas policíacas de todos los tiempos establecido por la Crime Writers' Association en 1990. [15]
- Adiós, muñeca también ocupa el 21.er lugar en el ranking de los cien mejores libros de detectives de todos los tiempos establecido por la Asociación de Escritores de Misterio de Estados Unidos en 1995. [16][17]